# Лейчешть
Лейчешть, Лейчешті (рум. Leicești) — село у повіті Арджеш в Румунії. Входить до складу комуни Кошешть.
Село розташоване на відстані 121 км на північний захід від Бухареста, 26 км на північ від Пітешть, 119 км на північний схід від Крайови, 85 км на південний захід від Брашова.

## Населення
За даними перепису населення 2002 року у селі проживали 1025 осіб, з них 1024 особи (99,9%) румунів. Рідною мовою 1024 особи (99,9%) назвали румунську.